# Arsameia
Arsameia (armeni: Արշամաշատ; turc: Eski Kale – 'Antic Castell') és una antiga ciutat situada a l'Antic Kâhta (Eski Kâhta), al districte de Kahta, a la província turca d'Adıyaman. Es troba prop de Kâhtaçay, coneguda en l'antiguitat com Nymphaios. Arsameia era la seu reial del Regne de Commagena, i és coneguda per la hierotesió del rei Mitridates I, construïda pel seu fill i hereu Antíoc I. A l'època romana la ciutat ja estava abandonada, i es van fer servir les pedres de tombes per construir ponts.